# Hatakaze (tàu khu trục Nhật)
Hatakaze (tiếng Nhật: 旗風) là một tàu khu trục hạng nhất, thuộc lớp Kamikaze của Hải quân Đế quốc Nhật Bản bao gồm chín chiếc, được chế tạo sau khi Chiến tranh Thế giới thứ nhất kết thúc. Rất hiện đại vào lúc đó, những con tàu này đã phục vụ như những tàu khu trục hàng đầu trong những năm 1930, nhưng được xem là đã lạc hậu vào lúc Chiến tranh Thái Bình Dương nổ ra. Ngoài một vài trận chiến, Hatakaze hầu như chỉ sử dụng trong vai trò tuần tra và hộ tống cho đến khi bị máy bay Hải quân Mỹ đánh chìm ngày 15 tháng 1 năm 1945 tại Cao Hùng, Đài Loan.

## Thiết kế và chế tạo
Việc chế tạo lớp tàu khu trục cỡ lớn Kamikaze được chấp thuận như một phần của Chương trình phát triển Hạm đội 8-4 trong năm tài chính 1921–1923 dành cho Hải quân Đế quốc Nhật Bản. Thiết kế của chúng là sự tiếp nối của lớp Minekaze trước đó, vốn chia sẻ nhiều đặc tính thiết kế chung. Được chế tạo tại Xưởng hải quân Maizuru, Hatakaze được đặt lườn vào ngày 3 tháng 7 năm 1923, được hạ thủy vào ngày 15 tháng 3 năm 1924 và được đưa ra hoạt động vào ngày 30 tháng 8 năm 1924. Khi đưa vào hoạt động nó chỉ được gọi đơn giản là "Tàu khu trục số 9" (第九駆逐艦, Dai-9 Kuchikukan) trước khi được đặt tên Hatakaze vào ngày 1 tháng 8 năm 1928.

## Lịch sử hoạt động
Vào lúc xảy ra cuộc tấn công Trân Châu Cảng, Hatakaze nằm trong thành phần Hải đội Khu trục 5 thuộc Phân hạm đội Khu trục 5 của Hạm đội 3 Hải quân Đế quốc Nhật Bản, và được bố trí từ Quân khu Bảo vệ Mako tại quần đảo Pescadores trong thành phần của lực lượng Nhật Bản tham gia trận Philippines, trong đó nó giúp hỗ trợ cho cuộc đổ bộ của lực lượng Nhật Bản lên Aparri.
Vào đầu năm 1942, Hatakaze được giao nhiệm vụ hộ tống các tàu chở binh lính đến Singora, Mã Lai và Đông Dương. Được phân về lực lượng chiếm đóng Java, nó đã tham gia trận chiến eo biển Sunda vào ngày 1 tháng 3 năm 1942. Trong trận này, nó đã phóng ngư lôi nhắm vào tàu tuần dương hạng nhẹ HMAS Perth (D29) và tàu tuần dương hạng nặng USS Houston (CA-30).
Từ ngày 10 tháng 3 năm 1942, Hatakaze cùng Hải đội Khu trục 5 được tái bố trí đến Hạm đội Khu vực Tây Nam và hộ tống các tàu chở binh lính từ Singapore đến Penang, Rangoon. Từ ngày 5 tháng 5, nó được tái bố trí trở lại Quân khu hải quân Yokosuka, nơi nó hoạt động như một tàu canh phòng trong vịnh Tokyo cho đến tháng 9. Vào ngày 25 tháng 9 năm, nó hộ tống chiếc tàu sân bay Unyō từ Xưởng hải quân Kure đến Truk, rồi từ đây hộ tống một đoàn tàu vận tải đi đến Rabaul và đến Palau, trước khi quay trở về Yokosuka vào ngày 24 tháng 11 nơi nó tiếp nối nhiệm vụ như một tàu canh phòng.
Tuy nhiên, vào ngày 2 tháng 3 năm 1943, Hatakaze chịu đựng một vụ nổ tai nạn gây hư hại nặng phần đuôi tàu. Sau khi việc sửa chữa hoàn tất, từ tháng 10 đến tháng 12 năm 1944, Hatakaze hộ tống các đoàn tàu vận tải từ Yokosuka đi đến quần đảo Bonin. Trong tháng 12, Hatakaze được điều về Hạm đội 5 Hải quân Đế quốc Nhật Bản, vào ngày 25 tháng 12 được phân trực tiếp về Hạm đội Liên hợp.
Vào cuối tháng 12 năm 1944, Hatakaze hộ tống một đoàn tàu vận tải từ Moji, Kyūshū đến Cao Hùng thuộc Đài Loan. Trong khi ở lại Cao Hùng vào ngày 15 tháng 1 năm 1945, Hatakaze chịu đựng một cuộc không kích của máy bay xuất phát từ tàu sân bay của Hải quân Hoa Kỳ, và bị đánh chìm ở tọa độ 22°37′B 120°15′Đ / 22,617°B 120,25°Đ.
Hatakaze được rút khỏi danh sách Đăng bạ Hải quân vào ngày 10 tháng 3 năm 1945.

## Danh sách thuyền trưởng
- Thiếu tá Tadashi Ara (sĩ quan trang bị trưởng): 10 tháng 6 năm 1924 - 1 tháng 8 năm 1924
- Thiếu tá Tadashi Ara: 1 tháng 8 năm 1924 - 10 tháng 11 năm 1925; thăng Trung tá 1 tháng 12 năm 1924
- Thiếu tá Shichisaburo Koga: 10 tháng 11 năm 1925 - 15 tháng 3 năm 1928; thăng Trung tá 1 tháng 12 năm 1926
- Trung tá Kenzaburo Hara: 15 tháng 3 năm 1928 - 7 tháng 5 năm 1928
- Trung tá Shichisaburo Koga: 7 tháng 5 năm 1928 - 1 tháng 12 năm 1930; thăng Đại tá
- Thiếu tá Kazutaka Shiraishi: 1 tháng 12 năm 1930 - 14 tháng 11 năm 1931
- Thiếu tá Masami Ban: 14 tháng 11 năm 1931 - 21 tháng 2 năm 1932
- Lực lượng dự bị: 21 tháng 2 năm 1932 - 1 tháng 12 năm 1932
- Thiếu tá Banryu Shiraishi: 1 tháng 12 năm 1932 - 17 tháng 5 năm 1933
- Thiếu tá Tamekiyo Oda: 17 tháng 5 năm 1933 - 15 tháng 11 năm 1934; thăng Trung tá
- Thiếu tá Kameshirou Takahashi: 15 tháng 11 năm 1934 - 15 tháng 6 năm 1936
- Thiếu tá Shizuo Akazawa: 15 tháng 6 năm 1936 - 15 tháng 12 năm 1937
- Lực lượng dự bị: 15 tháng 12 năm 1937 - 23 tháng 8 năm 1938
- Thiếu tá Masami Kajiwara: 23 tháng 8 năm 1938 - 15 tháng 12 năm 1938
- Lực lượng dự bị: 15 tháng 12 năm 1938 - 10 tháng 4 năm 1939
- Thiếu tá Shizuo Yamashita: 10 tháng 4 năm 1939 - 15 tháng 10 năm 1940
- Thiếu tá Atsuo Iritono: 15 tháng 10 năm 1940 - 27 tháng 10 năm 1940
- Thiếu tá Shiro Koizumi: 27 tháng 10 năm 1940 - 20 tháng 5 năm 1943
- Thiếu tá Shiro Kohara: 20 tháng 5 năm 1943  - 25 tháng 6 năm 1943
- Thiếu tá Seiichi Okada: 25 tháng 6 năm 1943  - 1 tháng 3 năm 1944
- Đại úy Chikamitsu Takayanagi: 1 tháng 3 năm 1944 - 15 tháng 1 năm 1945

### Sách
- Brown, David (1990). Warship Losses of World War Two. Naval Institute Press. ISBN 155750914X.
- Dull, Paul S. (1978). A Battle History of the Imperial Japanese Navy, 1941–1945. Naval Institute Press. ISBN 0870210971.
- Howarth, Stephen (1983). The Fighting Ships of the Rising Sun: The Drama of the Imperial Japanese Navy, 1895–1945. Atheneum. ISBN 0689114028.
- Jentsura, Hansgeorg (1976). Warships of the Imperial Japanese Navy, 1869–1945. US Naval Institute Press. ISBN 087021893X.
- Whitley, M. J. (2000). Destroyers of World War Two: An International Encyclopedia. London: Arms and Armour Press. ISBN 1854095218.
- Watts, Anthony J. (1967). Japanese Warships of World War II. Doubleday. OCLC 1344405.